# 阿剌海别吉
阿剌海别吉（秘史记音：阿剌中合·别乞），又作阿里黑、曳剌海、阿剌罕、阿剌合别乞等，孛儿只斤氏，蒙古帝国公主，成吉思汗与孛儿帖之三女。成吉思汗统一蒙古后将阿剌海别吉赐予汪古部，可能先后嫁给过阿剌兀思、镇国、不颜昔班、孛要合等多位汪古部首领。她因为曾掌管汪古部事而被称为“监国公主”，其统治汪古部至少有近20年之久。大德九年（1305年），元成宗追封其为“齐国大长公主”。至大四年（1311年）元仁宗即位后又加封她为“赵国大长公主”。
关于阿剌海别吉曾嫁给过哪几位汪古部首领，史料有如下记载：
- 阿剌兀思：《元史·阿剌兀思剔吉忽里传》记载成吉思汗曾“追封阿剌兀思剔吉忽里为高唐王，阿里黑为高唐王妃”。阎复《驸马高唐忠献王碑》记载“阿剌忽失之妻曰曾祖妣阿里黑”。《蒙古秘史》则记载有“阿剌忽失的吉惕忽里古列坚”之名，其中“古列坚”即为蒙古语中的驸马。
- 不颜昔班：阿剌兀思长子。赵珙《蒙鞑备录》记载“二公主曰阿里海百因，俗曰必姬夫人，曾嫁金国亡臣白四部（不颜昔班），死，寡居”。《黑鞑事略》记载“白厮马，一名白厮卜，即白鞑伪太子。忒没真（铁木真）婿，伪公主阿剌罕之前夫。”
- 孛要合：阿剌兀思幼子。《元史·诸公主表》记载“赵国大长公主阿剌海别吉，太祖女，适赵武毅王孛要合”。《元史·阿剌兀思剔吉忽里传》记载“孛要合幼从攻西域，还封北平王，尚阿剌海别吉公主。”阎复《驸马高唐忠献王碑》记载“孛要合之妻曰皇曾姐姑阿剌海别吉”。
- 镇国：阿剌兀思之侄。《史集》记载成吉思汗原将其女阿剌海别吉赐给阿剌兀思，不过阿剌兀思以年老为由，推荐其兄摄叔之子镇国为成吉思汗的女婿。后来汪古部的那颜策动杀害阿剌兀思，成吉思汗便将阿剌海别吉赐予镇国。

对于阿剌海别吉共嫁给过几人，洪钧《后妃公主表补辑》认为有镇国、孛要合两人，日本学者那珂通世认为有阿剌兀思、镇国、孛要合三人，屠寄与柯劭忞《新元史》则认为有不颜昔班、镇国、孛要合三人。她是蒙古收继婚的典型代表。